# Hanmapur, Raichur
Hanmapur là một làng thuộc tehsil Raichur, huyện Raichur, bang Karnataka, Ấn Độ.